# El rostro de Analía
El rostro de Analía é uma telenovela estadunidense exibida em 2008 pela Telemundo.

## Elenco
| Ator                | Personagem                                              |
| ------------------- | ------------------------------------------------------- |
| Elizabeth Gutiérrez | Ana Lucía "Analía" Moncada / Mariana Andrade de Montiel |
| Martín Karpan       | Daniel Montiel                                          |
| Maritza Rodríguez   | Sara Andrade                                            |
| Gaby Espino         | Mariana Andrade de Montiel / Ana Lucía "Analía" Moncada |
| Gabriel Porras      | Ricardo "Ricky" Montana                                 |
| Zully Montero       | Carmen Rodríguez de Andrade                             |
| Ximena Duque        | Camila Moncada                                          |
| Karla Monroig       | Isabel Martínez                                         |
| Elluz Peraza        | Olga Palacios                                           |
| Flavio Caballero    | Capitán Nelson Lares                                    |
| Flor Nuñez          | Agustina Moncada                                        |
| Daniel Lugo         | Dr. Armando Rivera                                      |
| Chela Arias         | Yoya                                                    |
| Daniela Nieves      | Adriana Montiel                                         |
| Germán Barrios      | Ernesto Andrade                                         |
| Jorge Consejo       | Roberto                                                 |
| Andrés García Jr.   | Padre Benito                                            |
| Franco Gala         | Mauricio Montiel                                        |
| Pedro Moreno        | Cristobal Colón                                         |
| Álvaro Ruiz         | Nieves                                                  |
| Gustavo Franco      | René Solás                                              |
| Víctor Corona       | Alfonso Romero "Chino"                                  |
| Ana Gabriel Barboza | Vicky                                                   |
| Zuleyka Andrade     | Cecilia Salas                                           |
| Roxana Peña         | Margarita                                               |
| Carlos Garín        | Capitán Delgado                                         |
| Michelle Jones      | Lupe                                                    |
| Alba Raquel Barros  | Dionisia Valdéz                                         |
| Evelyn Santos       | Marlene                                                 |
| Alejandro Chabán    | Miguel Andrade Palacios                                 |
| Jacqueline Marquéz  | Chanicua Johnson                                        |
| Angie Russian       | Jazmín                                                  |
| Manolo Coego        | Celestino "El gordo" Camacho                            |
| William Colmenares  | Detective Brown                                         |
| Miriam Henriquez    | Pamela Duarte                                           |
| Guadalupe Hernandes | Asunta                                                  |
| Alcira Gil          | Antonia Valdéz                                          |
| Raúl Izaguirre      | Aguirre                                                 |
| Ezequiel Montalt    | Gino                                                    |